# Nazionale di sci alpino della Svizzera
La nazionale di sci alpino della Svizzera è la squadra nazionale che rappresenta la Svizzera in tutte le manifestazioni dello sci alpino, dalle Olimpiadi ai Mondiali, dalla Coppa del Mondo alla Coppa Europa.
Raggruppa tutta gli sciatori di nazionalità svizzera selezionati dagli appositi organi ed è posta sotto l'egida della Federazione sciistica della Svizzera; è divisa in una squadra maschile e in una femminile, a loro volta articolate su vari livelli ("Nazionale A" o "di Coppa del Mondo", "Nazionale B" o "di Coppa Europa", ecc.); sono inoltre previste squadre giovanili, che prendono parte ai Mondiali juniores e alle altre manifestazioni internazionali di categoria.

## Storia
Annoverata tra le maggiori squadre nazionali di sci alpino, è una delle più vincenti in termini di vittorie di Coppa del Mondo di sci alpino potendo vantare campioni del calibro di: Peter Lüscher (vincitore di una CdM generale), Pirmin Zurbriggen (vincitore di quattro CdM), Paul Accola (vincitore di una CdM), Carlo Janka (vincitore di una CdM) in campo maschile, Lise-Marie Morerod, Marie-Theres Nadig (vincitrici ciascuna di una CdM), Erika Hess, Michela Figini, Maria Walliser, Vreni Schneider e Lara Gut-Behrami (vincitrici ciascuna di 2 CdM) in campo femminile, nonché di altri atleti e atlete di spessore come Michael von Grünigen, Steve Locher, Tobias Grünenfelder, Didier Cuche, Didier Défago, Ambrosi Hoffmann, Daniel Albrecht e Marc Berthod, Wendy Holdener, Corinne Suter e Michelle Gisin.
Notevoli anche i successi nei Campionati mondiali di sci alpino e ai Giochi Olimpici Invernali.

## Risultati in Coppa del Mondo

### Uomini
In attività
| Sciatore             | Generale | Discesa libera | Supergigante | Slalom gigante | Slalom speciale | Combinata | Parallelo | Totale |
| -------------------- | -------- | -------------- | ------------ | -------------- | --------------- | --------- | --------- | ------ |
| Pirmin Zurbriggen    | 4        | 2              | 4            | 3              | -               | -         | -         | 13     |
| Marco Odermatt       | 3        | 1              | 2            | 3              | -               | -         | -         | 9      |
| Didier Cuche         | -        | 4              | 1            | 1              | -               | -         | -         | 6      |
| Beat Feuz            | -        | 4              | -            | -              | -               | -         | -         | 4      |
| Michael von Grünigen | -        | -              | -            | 4              | -               | -         | -         | 4      |
| Franz Heinzer        | -        | 3              | 1            | -              | -               | -         | -         | 4      |
| Carlo Janka          | 1        | -              | -            | -              | -               | 1         | -         | 2      |
| Paul Accola          | 1        | -              | 1            | -              | -               | -         | -         | 2      |
| Peter Müller         | -        | 2              | -            | -              | -               | -         | -         | 2      |
| Roland Collombin     | -        | 2              | -            | -              | -               | -         | -         | 2      |
| Bernhard Russi       | -        | 2              | -            | -              | -               | -         | -         | 2      |
| Peter Lüscher        | 1        | -              | -            | -              | -               | -         | -         | 1      |
| Mauro Caviezel       | -        | -              | 1            | -              | -               | -         | -         | 1      |
| Loïc Meillard        | -        | -              | -            | -              | -               | -         | 1         | 1      |
| Joël Gaspoz          | -        | -              | -            | 1              | -               | -         | -         | 1      |
| Urs Räber            | -        | 1              | -            | -              | -               | -         | -         | 1      |
| Heini Hemmi          | -        | -              | -            | 1              | -               | -         | -         | 1      |
| Dumeng Giovanoli     | -        | -              | -            | -              | 1               | -         | -         | 1      |
| Totale               | 10       | 21             | 10           | 13             | 1               | 1         | 1         | 57     |

### Donne
In attività
| Sciatrice            | Generale | Discesa libera | Supergigante | Slalom gigante | Slalom speciale | Combinata | Parallelo | Totale |
| -------------------- | -------- | -------------- | ------------ | -------------- | --------------- | --------- | --------- | ------ |
| Vreni Schneider      | 3        | -              | -            | 5              | 6               | -         | -         | 14     |
| Lara Gut             | 2        | -              | 5            | 1              | -               | -         | -         | 8      |
| Michela Figini       | 2        | 4              | 1            | -              | -               | -         | -         | 7      |
| Erika Hess           | 2        | -              | -            | 1              | 4               | -         | -         | 7      |
| Maria Walliser       | 2        | 2              | 1            | 1              | -               | -         | -         | 6      |
| Lise-Marie Morerod   | 1        | -              | -            | 3              | 2               | -         | -         | 6      |
| Marie-Theres Nadig   | 1        | 2              | -            | -              | -               | -         | -         | 3      |
| Corinne Suter        | -        | 1              | 1            | -              | -               | -         | -         | 2      |
| Wendy Holdener       | -        | -              | -            | -              | -               | 2         | -         | 2      |
| Sonja Nef            | -        | -              | -            | 2              | -               | -         | -         | 2      |
| Chantal Bournissen   | -        | 1              | -            | -              | -               | -         | -         | 1      |
| Corinne Schmidhauser | -        | -              | -            | -              | 1               | -         | -         | 1      |
| Doris De Agostini    | -        | 1              | -            | -              | -               | -         | -         | 1      |
| Totale               | 13       | 11             | 8            | 13             | 13              | 2         | 0         | 60     |

### Sciatori più vincenti
Nella tabella seguente sono riportati i primi sciatori svizzeri per numero di vittorie in Coppa del Mondo.
     In attività
| #  | Atleta               | Vittorie | Specialità | Specialità | Specialità | Specialità | Specialità | Specialità | Podi |
| #  | Atleta               | Vittorie | DH         | SG         | GS         | SL         | KB         | PR         | Podi |
| -- | -------------------- | -------- | ---------- | ---------- | ---------- | ---------- | ---------- | ---------- | ---- |
| 1  | Pirmin Zurbriggen    | 40       | 10         | 10         | 7          | 2          | 11         | 1          | 83   |
| 2  | Marco Odermatt       | 37       | 2          | 12         | 23         | -          | -          | -          | 71   |
| 3  | Peter Müller         | 24       | 19         | 2          | -          | -          | 3          | -          | 51   |
| 4  | Michael von Grünigen | 23       | -          | -          | 23         | -          | -          | -          | 48   |
| 5  | Didier Cuche         | 21       | 12         | 6          | 3          | -          | -          | -          | 67   |
| 6  | Franz Heinzer        | 17       | 15         | -          | -          | -          | 2          | -          | 45   |
| 7  | Beat Feuz            | 16       | 13         | 3          | -          | -          | -          | -          | 59   |
| 8  | Carlo Janka          | 11       | 3          | 1          | 4          | -          | 3          | -          | 28   |
| 9  | Bernhard Russi       | 10       | 9          | -          | 1          | -          | -          | -          | 28   |
| 10 | Roland Collombin     | 8        | -          | -          | -          | -          | -          | -          | 11   |
| 10 | Daniel Mahrer        | 8        | 7          | 1          | -          | -          | -          | -          | 24   |
| 12 | Paul Accola          | 7        | -          | 2          | 1          | 1          | 3          | -          | 26   |
| 12 | Joël Gaspoz          | 7        | -          | -          | 6          | 1          | -          | -          | 19   |
| 14 | Peter Lüscher        | 6        | 1          | 1          | -          | 1          | 3          | -          | 25   |
| 15 | Karl Alpiger         | 5        | 5          | -          | -          | -          | -          | -          | 11   |
| 15 | Edmund Bruggmann     | 5        | -          | -          | 4          | 1          | -          | -          | 14   |
| 15 | Didier Défago        | 5        | 3          | 2          | -          | -          | -          | -          | 16   |
| 15 | Dumeng Giovanoli     | 5        | -          | -          | 3          | 2          | -          | -          | 17   |

Legenda:

DH = Discesa libera

SG = Supergigante

GS = Slalom gigante

SL = Slalom speciale

KB = Combinata alpina e Supercombinata

PR = Slalom parallelo

### Sciatrici più vincenti
Nella tabella seguente sono riportate le prime sciatrici svizzere per numero di vittorie in Coppa del Mondo.
     In attività
| #  | Atleta                | Vittorie | Specialità | Specialità | Specialità | Specialità | Specialità | Specialità | Podi |
| #  | Atleta                | Vittorie | DH         | SG         | GS         | SL         | KB         | PR         | Podi |
| -- | --------------------- | -------- | ---------- | ---------- | ---------- | ---------- | ---------- | ---------- | ---- |
| 1  | Vreni Schneider       | 55       | -          | -          | 20         | 34         | 1          | 1          | 101  |
| 2  | Lara Gut              | 45       | 13         | 22         | 9          | -          | 1          | -          | 90   |
| 3  | Erika Hess            | 31       | -          | -          | 6          | 21         | 4          | -          | 76   |
| 4  | Michela Figini        | 26       | 17         | 3          | 2          | -          | 4          | -          | 46   |
| 5  | Maria Walliser        | 25       | 14         | 3          | 6          | -          | 2          | -          | 72   |
| 6  | Lise-Marie Morerod    | 24       | -          | -          | 14         | 10         | -          | -          | 41   |
| 6  | Marie-Theres Nadig    | 24       | 16         | -          | 6          | -          | 5          | -          | 57   |
| 8  | Sonja Nef             | 15       | -          | -          | 13         | 2          | -          | -          | 32   |
| 9  | Brigitte Oertli       | 9        | 1          | -          | -          | 1          | 7          | 1          | 31   |
| 10 | Doris De Agostini     | 8        | 8          | -          | -          | -          | -          | -          | 19   |
| 11 | Chantal Bournissen    | 7        | 6          | 1          | -          | -          | -          | 1          | 14   |
| 11 | Bernadette Zurbriggen | 7        | 5          | -          | 1          | -          | 1          | 1          | 18   |
| 13 | Wendy Holdener        | 5        | -          | -          | -          | 2          | 2          | 1          | 49   |
| 13 | Corinne Suter         | 5        | 3          | 2          | -          | -          | -          | -          | 24   |
| 13 | Corinne Rey-Bellet    | 5        | 3          | 2          | -          | -          | -          | -          | 15   |
| 15 | Corinne Schmidhauser  | 4        | -          | -          | -          | 4          | -          | -          | 8    |
| 15 | Nadia Styger          | 4        | 1          | 3          | -          | -          | -          | -          | 6    |
| 15 | Fabienne Suter        | 4        | 1          | 3          | -          | -          | -          | -          | 20   |

Legenda:

DH = Discesa libera

SG = Supergigante

GS = Slalom gigante

SL = Slalom speciale

KB = Combinata alpina e Supercombinata

PR = Slalom parallelo

## Risultati ai Mondiali
Nella tabella seguente sono riportate le medaglie vinte dalla Svizzera nelle edizioni dei Campionati mondiali di sci alpino.
| Anno   | Luogo                          | Paese       | Oro | Argento | Bronzo | Totale |
| ------ | ------------------------------ | ----------- | --- | ------- | ------ | ------ |
| 1931   | Mürren                         | Svizzera    | 2   | 1       | 1      | 4      |
| 1932   | Cortina d'Ampezzo              | Italia      | 3   | 2       | 1      | 6      |
| 1933   | Innsbruck                      | Austria     | 1   | 3       | 3      | 7      |
| 1934   | Sankt Moritz                   | Svizzera    | 3   | 1       | 5      | 9      |
| 1935   | Mürren                         | Svizzera    | 1   | 2       | 2      | 5      |
| 1936   | Innsbruck                      | Austria     | 2   | 3       | 3      | 8      |
| 1937   | Chamonix                       | Francia     | -   | 2       | 1      | 3      |
| 1938   | Engelberg                      | Svizzera    | 1   | 2       | 1      | 4      |
| 1939   | Zakopane                       | Polonia     | 1   | 2       | 2      | 5      |
| 1939   | Sankt Moritz                   | Svizzera    | 2   | 2       | 2      | 6      |
| 1950   | Aspen                          | Stati Uniti | 1   | 1       | -      | 2      |
| 1952   | Oslo                           | Norvegia    | -   | -       | -      | -      |
| 1954   | Åre                            | Svezia      | 2   | 3       | -      | 5      |
| 1956   | Cortina d'Ampezzo              | Italia      | 3   | 3       | -      | 6      |
| 1958   | Bad Gastein                    | Austria     | 1   | 2       | 4      | 7      |
| 1960   | Squaw Valley                   | Stati Uniti | 2   | -       | -      | 2      |
| 1962   | Chamonix                       | Francia     | -   | -       | -      | -      |
| 1964   | Innsbruck                      | Austria     | -   | -       | -      | -      |
| 1966   | Portillo                       | Cile        | -   | -       | -      | -      |
| 1968   | Grenoble                       | Francia     | -   | 2       | 2      | 4      |
| 1970   | Val Gardena                    | Italia      | 2   | -       | 1      | 3      |
| 1972   | Sapporo                        | Giappone    | 3   | 3       | 1      | 7      |
| 1974   | Sankt Moritz                   | Svizzera    | -   | -       | 1      | 1      |
| 1976   | Innsbruck                      | Austria     | 1   | 2       | -      | 3      |
| 1978   | Garmisch-Partenkirchen         | Germania    | -   | 1       | 1      | 2      |
| 1980   | Lake Placid                    | Stati Uniti | -   | -       | 3      | 3      |
| 1982   | Schladming                     | Austria     | 3   | 2       | -      | 5      |
| 1985   | Bormio                         | Italia      | 4   | 3       | 1      | 8      |
| 1987   | Crans-Montana                  | Svizzera    | 8   | 4       | 2      | 14     |
| 1989   | Vail                           | Stati Uniti | 3   | 5       | 3      | 11     |
| 1991   | Saalbach-Hinterglemm           | Austria     | 3   | 1       | 2      | 6      |
| 1993   | Morioka                        | Giappone    | 1   | -       | -      | 1      |
| 1996   | Sierra Nevada                  | Spagna      | -   | 3       | 2      | 5      |
| 1997   | Sestriere                      | Italia      | 2   | 3       | 1      | 6      |
| 1999   | Vail/Beaver Creek              | Stati Uniti | -   | -       | 2      | 2      |
| 2001   | Sankt Anton am Arlberg         | Austria     | 2   | -       | 1      | 3      |
| 2003   | Sankt Moritz                   | Svizzera    | -   | 2       | 2      | 4      |
| 2005   | Bormio/Santa Caterina Valfurva | Italia      | -   | -       | -      | -      |
| 2007   | Åre                            | Svezia      | 1   | 1       | 4      | 6      |
| 2009   | Val-d'Isère                    | Francia     | 2   | 3       | 1      | 6      |
| 2011   | Garmisch-Partenkirchen         | Germania    | -   | 1       | -      | 1      |
| 2013   | Schladming                     | Austria     | -   | 1       | -      | 1      |
| 2015   | Vail/Beaver Creek              | Stati Uniti | 1   | -       | 2      | 3      |
| 2017   | Sankt Moritz                   | Svizzera    | 3   | 2       | 2      | 7      |
| 2019   | Åre                            | Svezia      | 2   | 1       | 1      | 4      |
| 2021   | Cortina d'Ampezzo              | Italia      | 3   | 1       | 5      | 9      |
| 2023   | Courchevel/Méribel             | Francia     | 3   | 1       | 5      | 9      |
| Totale | Totale                         | Totale      | 72  | 71      | 70     | 213    |

## Risultati alle Olimpiadi
Nella tabella seguente sono riportate le medaglie vinte dalla Svizzera nello sci alpino alle varie edizioni dei Giochi olimpici invernali. 
| Anno   | Luogo                  | Paese         | Oro | Argento | Bronzo | Totale |
| ------ | ---------------------- | ------------- | --- | ------- | ------ | ------ |
| 1936   | Garmisch-Partenkirchen | Germania      | -   | -       | -      | -      |
| 1948   | Sankt Moritz           | Svizzera      | 2   | 2       | 2      | 6      |
| 1952   | Oslo                   | Norvegia      | -   | -       | -      | -      |
| 1956   | Cortina d'Ampezzo      | Italia        | 2   | 2       | -      | 4      |
| 1960   | Squaw Valley           | Stati Uniti   | 2   | -       | -      | 2      |
| 1964   | Innsbruck              | Austria       | -   | -       | -      | -      |
| 1968   | Grenoble               | Francia       | -   | 1       | 2      | 3      |
| 1972   | Sapporo                | Giappone      | 3   | 2       | 1      | 6      |
| 1976   | Innsbruck              | Austria       | 1   | 2       | -      | 3      |
| 1980   | Lake Placid            | Stati Uniti   | -   | -       | 3      | 3      |
| 1984   | Sarajevo               | Jugoslavia    | 2   | 2       | -      | 4      |
| 1988   | Calgary                | Canada        | 3   | 4       | 4      | 11     |
| 1992   | Albertville            | Francia       | -   | -       | 1      | 1      |
| 1994   | Lillehammer            | Norvegia      | 1   | 2       | 1      | 4      |
| 1998   | Nagano                 | Giappone      | -   | 1       | 1      | 2      |
| 2002   | Salt Lake City         | Stati Uniti   | -   | -       | 1      | 1      |
| 2006   | Torino                 | Italia        | -   | 1       | 2      | 3      |
| 2010   | Vancouver              | Canada        | 2   | -       | 1      | 3      |
| 2014   | Soči                   | Russia        | 2   | -       | 1      | 3      |
| 2018   | Pyeongchang            | Corea del Sud | 2   | 3       | 2      | 7      |
| 2022   | Pechino                | Cina          | 5   | 1       | 3      | 9      |
| Totale | Totale                 | Totale        | 27  | 23      | 25     | 75     |